# Großer Preis der Niederlande 1980
Der Große Preis der Niederlande 1980 (offiziell XXVII Grote Prijs van Nederland) fand am 31. August auf dem Circuit Park Zandvoort in Zandvoort statt und war das elfte Rennen der Automobil-Weltmeisterschaft 1980.

## Berichte

### Hintergrund
Nach einem wenig erfolgreichen Versuch im Vorjahr, die Strecke durch eine temporäre Schikane langsamer zu machen, wurde rechtzeitig zum Grand Prix 1980 im Ostteil des Circuit Zandvoort eine neue Kurvenkombination eingefügt, die sich deutlich besser in die Streckencharakteristik einfügte.
Da das Team Lotus weiterhin einen dritten Werkswagen für Nigel Mansell einsetzte, Ensign Racing den britischen Gelegenheitsfahrer Geoff Lees als zusätzlichen Fahrer engagierte und Vittorio Brambilla von Alfa Romeo als Nachfolger für den tödlich verunglückten Patrick Depailler unter Vertrag genommen wurde, traten erstmals seit dem Großen Preis von Belgien wieder 28 Fahrer und Fahrzeuge zum Training an. Das bedeutete im Umkehrschluss, dass vier Piloten an der Qualifikation für einen der 24 erlaubten Startplätze scheitern würden.
Jochen Mass nahm zwei Wochen nach seinem schweren Unfall in Österreich zwar zunächst am Training teil, stellte jedoch fest, dass dies zu starken Nackenschmerzen führte. Daraufhin ließ das Team Tyrrell seinen Testfahrer Mike Thackwell als Ersatz für Mass bei Arrows einspringen. Er gehörte jedoch zu den vier Piloten, die sich nicht qualifizierten. Ansonsten wäre er im Alter von 19 Jahren der damals jüngste Pilot gewesen, der an einem Grand Prix teilgenommen hätte.
McLaren meldete erstmals den neuen M30 für Alain Prost an.
In der Fahrerwertung führte Alan Jones mit elf Punkten vor Nelson Piquet und mit 17 Punkten vor Carlos Reutemann. In der Konstrukteurswertung führte Williams-Ford mit 26 Punkten vor Ligier-Ford und mit 41 Punkten vor Brabham-Ford.

### Training
Während der Trainingseinheiten ereigneten sich mehrere Unfälle, unter anderem von Jones, die jedoch allesamt keine schweren Verletzungen hervorriefen.
René Arnoux absolvierte erneut die schnellste Trainingsrunde und qualifizierte sich für die Pole-Position vor seinem Renault-Teamkollegen Jean-Pierre Jabouille. Die beiden Williams-Piloten Reutemann und Jones bildeten die zweite Startreihe vor Piquet und Jacques Laffite. In der vierten Reihe folgten Gilles Villeneuve und Bruno Giacomelli.

### Rennen
Jones war nach einem guten Start in Führung gegangen, überfuhr jedoch in der zweiten Runde in ungünstigem Winkel einen Curb, wodurch das Handling seines Wagens beeinträchtigt wurde. Ein erforderlicher Reparaturstopp an den Boxen warf ihn ans Ende des Feldes zurück. Arnoux ging daraufhin in Führung vor Jabouille, Piquet, Villeneuve und Giacomelli.
Zu Beginn der dritten Runde fanden in der Tarzanbocht gleich drei Überholmanöver im vorderen Feld statt. Laffite übernahm die Führung von Arnoux, Jabouille überholte Reutemann und Villeneuve zog an Piquet vorbei. Im Mittelfeld kollidierten unterdessen Elio de Angelis und Didier Pironi. Beide mussten das Rennen aufgeben.
In der sechsten Runde übernahm Villeneuve den dritten Rang, da Jabouille einen Boxenstopp einlegte. Bis zur 13. Runde kämpfte sich Piquet an Villeneuve, Arnoux und Laffite vorbei an die Spitze und verteidigte diese Position für den Rest des Nachmittags. Wegen Reifenproblemen musste Villeneuve seinen vierten Platz an Giacomelli abgeben, der in Runde 16 Arnoux überholte und auf Laffite aufschloss. Als er versuchte, Laffite zu überholen, machte er jedoch einen Fehler, der ihn auf den siebten Rang zurückwarf.
In der 61. Runde wurde Derek Daly wie schon zwei Wochen vorher in Österreich unverschuldet in einen spektakulären Unfall verwickelt, als eine Bremsscheibe brach, was wiederum einen Reifenschaden zur Folge hatte. Der Wagen prallte heftig in die Streckenbegrenzung, flog durch die Luft und landete kopfüber auf einem der Reifenstapel, die zum Schutz vor den Leitplanken aufgereiht waren.
In der Schlussphase des Rennens nahm Arnoux nach einem Überholmanöver gegen Laffite den zweiten Platz ein. Reutemann, Jean-Pierre Jarier und Prost belegten die weiteren Platzierungen in den Punkten.
Durch seinen Sieg festigte Piquet seinen zweiten Rang in der Fahrer-Weltmeisterschaft und kam bis auf zwei Punkte an den nach wie vor führenden Jones heran, der durch den langen Boxenstopp zu Beginn des Rennens nur auf dem elften Platz mit drei Runden Rückstand das Ziel erreichte und punktelos blieb.

## Meldeliste
| Team                          | Nr. | Fahrer                | Chassis        | Motor                    | Reifen |
| ----------------------------- | --- | --------------------- | -------------- | ------------------------ | ------ |
| Scuderia Ferrari SpA SEFAC    | 01  | Jody Scheckter        | Ferrari 312T5  | Ferrari 015 3.0 F12      | M      |
| Scuderia Ferrari SpA SEFAC    | 02  | Gilles Villeneuve     | Ferrari 312T5  | Ferrari 015 3.0 F12      | M      |
| Candy Tyrrell Team            | 03  | Jean-Pierre Jarier    | Tyrrell 010    | Ford Cosworth DFV 3.0 V8 | G      |
| Candy Tyrrell Team            | 04  | Derek Daly            | Tyrrell 010    | Ford Cosworth DFV 3.0 V8 | G      |
| Parmalat Racing Team          | 05  | Nelson Piquet         | Brabham BT49   | Ford Cosworth DFV 3.0 V8 | G      |
| Parmalat Racing Team          | 06  | Héctor Rebaque        | Brabham BT49   | Ford Cosworth DFV 3.0 V8 | G      |
| Marlboro Team McLaren         | 07  | John Watson           | McLaren M29B   | Ford Cosworth DFV 3.0 V8 | G      |
| Marlboro Team McLaren         | 08  | Alain Prost           | McLaren M30    | Ford Cosworth DFV 3.0 V8 | G      |
| Team ATS                      | 09  | Marc Surer            | ATS D4         | Ford Cosworth DFV 3.0 V8 | G      |
| Team Essex Lotus              | 11  | Mario Andretti        | Lotus 81       | Ford Cosworth DFV 3.0 V8 | G      |
| Team Essex Lotus              | 12  | Elio de Angelis       | Lotus 81       | Ford Cosworth DFV 3.0 V8 | G      |
| Team Essex Lotus              | 43  | Nigel Mansell         | Lotus 81B      | Ford Cosworth DFV 3.0 V8 | G      |
| Unipart Racing Team           | 14  | Jan Lammers           | Ensign N180    | Ford Cosworth DFV 3.0 V8 | G      |
| Unipart Racing Team           | 41  | Geoff Lees            | Ensign N180    | Ford Cosworth DFV 3.0 V8 | G      |
| Équipe Renault Elf            | 15  | Jean-Pierre Jabouille | Renault RE20   | Renault EF1 1.5 V6t      | M      |
| Équipe Renault Elf            | 16  | René Arnoux           | Renault RE20   | Renault EF1 1.5 V6t      | M      |
| Skol Fittipaldi Team          | 20  | Emerson Fittipaldi    | Fittipaldi F8  | Ford Cosworth DFV 3.0 V8 | G      |
| Skol Fittipaldi Team          | 21  | Keke Rosberg          | Fittipaldi F8  | Ford Cosworth DFV 3.0 V8 | G      |
| Marlboro Team Alfa Romeo      | 22  | Vittorio Brambilla    | Alfa Romeo 179 | Alfa Romeo 1260 3.0 V12  | G      |
| Marlboro Team Alfa Romeo      | 23  | Bruno Giacomelli      | Alfa Romeo 179 | Alfa Romeo 1260 3.0 V12  | G      |
| Équipe Ligier Gitanes         | 25  | Didier Pironi         | Ligier JS11/15 | Ford Cosworth DFV 3.0 V8 | G      |
| Équipe Ligier Gitanes         | 26  | Jacques Laffite       | Ligier JS11/15 | Ford Cosworth DFV 3.0 V8 | G      |
| Albilad-Williams Racing Team  | 27  | Alan Jones            | Williams FW07B | Ford Cosworth DFV 3.0 V8 | G      |
| Albilad-Williams Racing Team  | 28  | Carlos Reutemann      | Williams FW07B | Ford Cosworth DFV 3.0 V8 | G      |
| Warsteiner Arrows Racing Team | 29  | Riccardo Patrese      | Arrows A3      | Ford Cosworth DFV 3.0 V8 | G      |
| Warsteiner Arrows Racing Team | 30  | Jochen Mass           | Arrows A3      | Ford Cosworth DFV 3.0 V8 | G      |
| Warsteiner Arrows Racing Team | 30  | Mike Thackwell        | Arrows A3      | Ford Cosworth DFV 3.0 V8 | G      |
| Osella Squadra Corse          | 31  | Eddie Cheever         | Osella FA1     | Ford Cosworth DFV 3.0 V8 | G      |
| RAM/Penthouse Rizla Racing    | 50  | Rupert Keegan         | Williams FW07B | Ford Cosworth DFV 3.0 V8 | G      |

Anmerkungen
1. 1 2  Thackwell übernahm den Arrows A3 mit der Startnummer 30 während des Trainings von Mass.

## Klassifikationen

### Qualifying
| Pos. | Fahrer                | Konstrukteur    | Qualifikationstraining 1 | Qualifikationstraining 1 | Qualifikationstraining 2 | Qualifikationstraining 2 | Start |
| Pos. | Fahrer                | Konstrukteur    | Zeit                     | Ø-Geschwindigkeit        | Zeit                     | Ø-Geschwindigkeit        | Start |
| ---- | --------------------- | --------------- | ------------------------ | ------------------------ | ------------------------ | ------------------------ | ----- |
| 01   | René Arnoux           | Renault         | 1:17,53                  | 197,436 km/h             | 1:17,44                  | 197,665 km/h             | 01    |
| 02   | Jean-Pierre Jabouille | Renault         | 1:17,74                  | 196,902 km/h             | 1:18,31                  | 195,469 km/h             | 02    |
| 03   | Carlos Reutemann      | Williams-Ford   | 1:17,81                  | 196,725 km/h             | 1:18,28                  | 195,544 km/h             | 03    |
| 04   | Alan Jones            | Williams-Ford   | 1:17,82                  | 196,700 km/h             | 1:18,31                  | 195,469 km/h             | 04    |
| 05   | Nelson Piquet         | Brabham-Ford    | 1:17,85                  | 196,624 km/h             | 1:18,14                  | 195,895 km/h             | 05    |
| 06   | Jacques Laffite       | Ligier-Ford     | 1:18,15                  | 195,869 km/h             | 1:18,74                  | 194,402 km/h             | 06    |
| 07   | Gilles Villeneuve     | Ferrari         | 1:18,63                  | 194,674 km/h             | 1:18,40                  | 195,245 km/h             | 07    |
| 08   | Bruno Giacomelli      | Alfa Romeo      | 1:18,52                  | 194,947 km/h             | 1:18,59                  | 194,773 km/h             | 08    |
| 09   | John Watson           | McLaren-Ford    | 1:23,49                  | 183,342 km/h             | 1:18,53                  | 194,922 km/h             | 09    |
| 10   | Mario Andretti        | Lotus-Ford      | 1:18,60                  | 194,748 km/h             | 1:18,66                  | 194,600 km/h             | 10    |
| 11   | Elio de Angelis       | Lotus-Ford      | 1:18,86                  | 194,106 km/h             | 1:18,74                  | 194,402 km/h             | 11    |
| 12   | Jody Scheckter        | Ferrari         | 1:18,87                  | 194,081 km/h             | 1:19,22                  | 193,224 km/h             | 12    |
| 13   | Héctor Rebaque        | Brabham-Ford    | 1:19,63                  | 192,229 km/h             | 1:18,89                  | 194,032 km/h             | 13    |
| 14   | Riccardo Patrese      | Arrows-Ford     | 1:19,95                  | 191,460 km/h             | 1:18,90                  | 194,008 km/h             | 14    |
| 15   | Didier Pironi         | Ligier-Ford     | 1:18,94                  | 193,909 km/h             | 1:18,99                  | 193,787 km/h             | 15    |
| 16   | Nigel Mansell         | Lotus-Ford      | 1:20,76                  | 189,539 km/h             | 1:18,97                  | 193,836 km/h             | 16    |
| 17   | Jean-Pierre Jarier    | Tyrrell-Ford    | 1:18,98                  | 193,811 km/h             | 1:19,51                  | 192,519 km/h             | 17    |
| 18   | Alain Prost           | McLaren-Ford    | 1:19,07                  | 193,590 km/h             | 1:19,68                  | 192,108 km/h             | 18    |
| 19   | Eddie Cheever         | Osella-Ford     | 1:19,53                  | 192,471 km/h             | 1:19,38                  | 192,834 km/h             | 19    |
| 20   | Marc Surer            | ATS-Ford        | 1:19,74                  | 191,964 km/h             | 1:19,44                  | 192,689 km/h             | 20    |
| 21   | Emerson Fittipaldi    | Fittipaldi-Ford | 1:20,62                  | 189,869 km/h             | 1:19,57                  | 192,374 km/h             | 21    |
| 22   | Vittorio Brambilla    | Alfa Romeo      | 1:20,17                  | 190,934 km/h             | 1:19,60                  | 192,302 km/h             | 22    |
| 23   | Derek Daly            | Tyrrell-Ford    | 1:19,71                  | 192,036 km/h             | 1:19,68                  | 192,108 km/h             | 23    |
| 24   | Geoff Lees            | Ensign-Ford     | 1:19,94                  | 191,484 km/h             | 1:19,72                  | 192,012 km/h             | 24    |
| DNQ  | Rupert Keegan         | Williams-Ford   | 1:20,32                  | 190,578 km/h             | 1:19,96                  | 191,436 km/h             | –     |
| DNQ  | Jan Lammers           | Ensign-Ford     | 1:20,21                  | 190,839 km/h             | 1:20,11                  | 191,077 km/h             | –     |
| DNQ  | Mike Thackwell        | Arrows-Ford     | 1:22,80                  | 184,870 km/h             | 1:20,22                  | 190,815 km/h             | –     |
| DNQ  | Keke Rosberg          | Fittipaldi-Ford | 1:20,53                  | 190,081 km/h             | 1:20,75                  | 189,563 km/h             | –     |

### Rennen
| Pos. | Fahrer                | Konstrukteur    | Runden | Stopps | Zeit       | Start | Schnellste Runde |
| ---- | --------------------- | --------------- | ------ | ------ | ---------- | ----- | ---------------- |
| 01   | Nelson Piquet         | Brabham-Ford    | 72     | 0      | 1:38:13,83 | 05    | 1:20,13          |
| 02   | René Arnoux           | Renault         | 72     | 0      | + 12,93    | 01    | 1:19,35 (67.)    |
| 03   | Jacques Laffite       | Ligier-Ford     | 72     | 0      | + 13,43    | 06    | 1:20,29          |
| 04   | Carlos Reutemann      | Williams-Ford   | 72     | 0      | + 15,29    | 03    | 1:19,78          |
| 05   | Jean-Pierre Jarier    | Tyrrell-Ford    | 72     | 0      | + 1:00,02  | 17    | 1:21,27          |
| 06   | Alain Prost           | McLaren-Ford    | 72     | 0      | + 1:22,62  | 18    | 1:20,77          |
| 07   | Gilles Villeneuve     | Ferrari         | 71     | 2      | + 1 Runde  | 07    | 1:20,01          |
| 08   | Mario Andretti        | Lotus-Ford      | 70     | 0      | DNF        | 10    | 1:20,31          |
| 09   | Marc Surer            | ATS-Ford        | 70     | 1      | + 2 Runden | 20    | 1:21,41          |
| 10   | Jody Scheckter        | Ferrari         | 70     | 2      | + 2 Runden | 12    | 1:20,56          |
| 11   | Alan Jones            | Williams-Ford   | 69     | 1      | + 3 Runden | 04    | 1:19,82          |
| –    | Derek Daly            | Tyrrell-Ford    | 60     | 0      | DNF        | 23    | 1:21,68          |
| –    | Bruno Giacomelli      | Alfa Romeo      | 58     | 0      | DNF        | 08    | 1:20,64          |
| –    | Eddie Cheever         | Osella-Ford     | 38     | 0      | DNF        | 19    | 1:22,55          |
| –    | Riccardo Patrese      | Arrows-Ford     | 29     | 0      | DNF        | 14    | 1:22,32          |
| –    | Jean-Pierre Jabouille | Renault         | 23     | 3      | DNF        | 02    | 1:22,41          |
| –    | Geoff Lees            | Ensign-Ford     | 21     | 0      | DNF        | 24    | 1:23,46          |
| –    | Vittorio Brambilla    | Alfa Romeo      | 21     | 0      | DNF        | 22    | 1:23,28          |
| –    | John Watson           | McLaren-Ford    | 18     | 0      | DNF        | 09    | 1:22,37          |
| –    | Emerson Fittipaldi    | Fittipaldi-Ford | 16     | 1      | DNF        | 21    | 1:22,67          |
| –    | Nigel Mansell         | Lotus-Ford      | 15     | 0      | DNF        | 16    | 1:23,25          |
| –    | Didier Pironi         | Ligier-Ford     | 2      | 0      | DNF        | 15    | 1:21,32          |
| –    | Elio de Angelis       | Lotus-Ford      | 2      | 0      | DNF        | 11    | 1:23,67          |
| –    | Héctor Rebaque        | Brabham-Ford    | 1      | 0      | DNF        | 13    | 1:53,27          |

## WM-Stände nach dem Rennen
Die ersten sechs des Rennens bekamen 9, 6, 4, 3, 2 bzw. 1 Punkt(e). Es zählten nur die besten fünf Ergebnisse aus den ersten sieben Rennen und die besten fünf Ergebnisse aus den letzten sieben Rennen. In der Konstrukteurswertung wurden alle Resultate gewertet.

### Fahrerwertung
| Pos. | Fahrer                | Konstrukteur    | Punkte |
| ---- | --------------------- | --------------- | ------ |
| 01   | Alan Jones            | Williams-Ford   | 47     |
| 02   | Nelson Piquet         | Brabham-Ford    | 45     |
| 03   | Carlos Reutemann      | Williams-Ford   | 33     |
| 04   | Jacques Laffite       | Ligier-Ford     | 32     |
| 05   | René Arnoux           | Renault         | 29     |
| 06   | Didier Pironi         | Ligier-Ford     | 23     |
| 07   | Jean-Pierre Jabouille | Renault         | 9      |
| 08   | Riccardo Patrese      | Arrows-Ford     | 7      |
| 09   | Elio de Angelis       | Lotus-Ford      | 7      |
| 10   | Derek Daly            | Tyrrell-Ford    | 6      |
| 11   | Jean-Pierre Jarier    | Tyrrell-Ford    | 6      |
| 12   | Emerson Fittipaldi    | Fittipaldi-Ford | 5      |
| 13   | Alain Prost           | McLaren-Ford    | 5      |
| 14   | Keke Rosberg          | Fittipaldi-Ford | 4      |
| 15   | Jochen Mass           | Arrows-Ford     | 4      |
| 16   | Bruno Giacomelli      | Alfa Romeo      | 4      |

| Pos. | Fahrer              | Konstrukteur              | Punkte |
| ---- | ------------------- | ------------------------- | ------ |
| 17   | Gilles Villeneuve   | Ferrari                   | 4      |
| 18   | John Watson         | McLaren-Ford              | 3      |
| 19   | Jody Scheckter      | Ferrari                   | 2      |
| 20   | Mario Andretti      | Lotus-Ford                | 0      |
| 21   | Ricardo Zunino      | Brabham-Ford              | 0      |
| 22   | Marc Surer          | ATS-Ford                  | 0      |
| 23   | Héctor Rebaque      | Brabham-Ford              | 0      |
| 24   | Clay Regazzoni      | Ensign-Ford               | 0      |
| 25   | Rupert Keegan       | Williams-Ford             | 0      |
| 26   | Jan Lammers         | ATS-Ford / Ensign-Ford    | 0      |
| 27   | Geoff Lees          | Shadow-Ford / Ensign-Ford | 0      |
| –    | Eddie Cheever       | Osella-Ford               | 0      |
| –    | Patrick Depailler † | Alfa Romeo                | 0      |
| –    | Tiff Needell        | Ensign-Ford               | 0      |
| –    | Nigel Mansell       | Lotus-Ford                | 0      |
| –    | Vittorio Brambilla  | Alfa Romeo                | 0      |

### Konstrukteurswertung
| Pos. | Konstrukteur    | Punkte |
| ---- | --------------- | ------ |
| 01   | Williams-Ford   | 80     |
| 02   | Ligier-Ford     | 55     |
| 03   | Brabham-Ford    | 45     |
| 04   | Renault         | 38     |
| 05   | Tyrrell-Ford    | 12     |
| 06   | Arrows-Ford     | 11     |
| 07   | Fittipaldi-Ford | 9      |
| 08   | McLaren-Ford    | 8      |

| Pos. | Konstrukteur | Punkte |
| ---- | ------------ | ------ |
| 09   | Lotus-Ford   | 7      |
| 10   | Ferrari      | 6      |
| 11   | Alfa Romeo   | 4      |
| 12   | ATS-Ford     | 0      |
| 13   | Ensign-Ford  | 0      |
| 13   | Shadow-Ford  | 0      |
| –    | Osella-Ford  | 0      |